# Gaston Barreau
Gaston Barreau (Levallois-Perret, 1883. december 7. – Levallois-Perret, 1958. június 11.) francia válogatott labdarúgó, vezetőedző.